# Lumbrineris albidendata
Lumbrineris albidendata är en ringmaskart som först beskrevs av Ehlers 1908.  Lumbrineris albidendata ingår i släktet Lumbrineris och familjen Lumbrineridae. Inga underarter finns listade i Catalogue of Life.